# Neisi Dajomes
Neisi Dajomes   (Puyo, Equador, 12 de maig de 1998) és una aixecadora de peses equatoriana que competeix en la categoria de -81 Kg (després de participar en les categories de -75 Kg i -76Kg). Ha participat en 2 Olimpíades, guanyant la medalla d'or en els Jocs Olímpics de Tòquio 2020. Amb aquesta medalla es va convertir en la primera dona de l'Equador que aconseguia una medalla als Jocs Olímpics. A més ha guanyat 3 medalles en els Campionats del Món, 2 medalles en els Jocs Panamericans (1 d'or) i 7 medalles d'or en els Campionats Panamericans. Actualment té el rècord panamericà d'arrencada de -76Kg, aconseguint aixecar el 13 de maig de 2021, 118Kg en el Campionat Ibero-americà celebrat a Cali. Així com els rècords panamericans d'arrencada i total en -81Kg, amb 123Kg i 269Kg respectivament, aixecats en la Copa del Món de Phuket, el 9 d'abril de 2024.
Neisi Dajomes és germana de la també aixecadora olímpica Angie Palacios. Filla d'una família de refugiats del conflicte armat colombià, va créixer en una situació econòmica complicada a la regió amazònica de Pastaza. La seva popularitat és tant àmplia al país sud-americà, que fins i tot se li va posar el nom a un nou mamífer descobert, en homenatge a ella.

## Trajectòria professional
| Jocs Olímpics        | Jocs Olímpics  | Jocs Olímpics | Jocs Olímpics |
| Any                  | Seu            | Posició       | Categoria     |
| -------------------- | -------------- | ------------- | ------------- |
| 2016                 | Rio de Janeiro | 7a posició    | -69 Kg        |
| 2020                 | Tòquio         | 1             | -76 Kg        |
| Campionat del Món    |                |               |               |
| 2015                 | Houston        | 10a posició   | -69 Kg        |
| 2017                 | Anaheim        | 2             | -75 Kg        |
| 2018                 | Aşgabat        | 3             | -76 Kg        |
| 2019                 | Pattaya        | 3             | -76 Kg        |
| 2022                 | Bogotà         | 5a posició    | -81 Kg        |
| 2023                 | Riad           | DNF           | -81 Kg        |
| Jocs Panamericans    |                |               |               |
| 2015                 | Toronto        | 2             | -69 Kg        |
| 2019                 | Lima           | 1             | -76 Kg        |
| Campionat Panamericà |                |               |               |
| 2017                 | Miami          | 1             | -75 Kg        |
| 2018                 | Santo Domingo  | 1             | -75 Kg        |
| 2019                 | Guatemala      | 1             | -76 Kg        |
| 2020                 | Santo Domingo  | 1             | -76 Kg        |
| 2022                 | Bogotà         | 1             | -81 Kg        |
| 2023                 | Bariloche      | 1             | -81 Kg        |
| 2024                 | Caracas        | 1             | -81 Kg        |